# Séparés mais égaux
 (novembre 2019).
Si vous disposez d'ouvrages ou d'articles de référence ou si vous connaissez des sites web de qualité traitant du thème abordé ici, merci de compléter l'article en donnant les références utiles à sa vérifiabilité et en les liant à la section « Notes et références ».
 (juillet 2025).
Le contenu est difficilement compréhensible vu les erreurs de traduction, qui sont peut-être dues à l'utilisation d'un logiciel de traduction automatique.

« Séparés mais égaux » est une théorie juridique du droit constitutionnel américain, selon laquelle la ségrégation raciale ne viole pas nécessairement le Quatorzième amendement de la Constitution des États-Unis, adopté pendant la période dite de la Reconstruction, qui garantit nominalement à tous une « égale protection » par le droit.

La carte des États-Unis illustrant les lois sur la ségrégation scolaire avant l'arrêt de la Cour suprême des États-Unis dans l'affaire Brown v. Board of Education. Les États rouges signifient que la ségrégation était obligatoire dans cet État. Les États jaunes n'avaient aucune législation concernant la ségrégation dans les écoles.
Les États bleus autorisaient la ségrégation dans les écoles, mais ne l'exigeaient pas, ou la ségrégation était limitée. Les États verts interdisaient la ségrégation dans les écoles.

Selon la doctrine, tant que les installations fournies à chaque race sont égales, les gouvernements des États et les administrations locales peuvent exiger que les services, infrastructures, les hébergements publics, le logement, les soins de santé, la scolarité, l'emploi et les transports en commun soient séparés par race, ce qui était déjà le cas à travers les anciens États confédérés. L'expression est dérivée d'une loi de la Louisiane de 1890, bien que cette loi ait utilisé l'expression « égale mais séparée » (equal but separate).
La doctrine de « Séparés mais égaux » fut confirmée dans l'arrêt Plessy v. Ferguson de la Cour suprême américaine de 1896, qui autorisait la ségrégation parrainée par l'État. Bien que des lois sur la ségrégation aient existé avant cette affaire, la décision a enhardi les États ségrégationnistes pendant l'ère des lois Jim Crow. Les lois Jim Crow commencèrent à être appliquées en 1877 et supplanteront les codes noirs, qui limitaient les droits et libertés civiques des Afro-Américains pendant l'ère de la Reconstruction. 
En pratique, les installations séparées fournies aux Noirs étaient rarement égales à celles des Blancs; en général, elles n'étaient même pas proches de l'égalité ou elles n'existaient pas du tout. Par exemple, selon le rapport de 1934-1936 du Surintendant de l'Instruction publique de Floride, la valeur de la « propriété des écoles blanches » dans l'État était de 70 543 000 $, tandis que la valeur des biens scolaires noirs était de 4 900 000 $. Le rapport indique que « dans quelques comtés du sud de la Floride et dans la plupart des comtés du nord de la Floride, de nombreuses écoles noires sont hébergées dans des églises, des cabanes et des pavillons, sans toilettes, ni approvisionnements en eau. Les comtés utilisent ces écoles pour obtenir des fonds de l’État et pourtant il n'y investissent que peu ou pas du tout ». L'enseignement secondaire pour les Américains noirs était dispensé dans seulement 28 des 67 comtés de Floride.
La doctrine de « Séparés mais égaux » est annulée par une série de décisions de la Cour suprême, dont Brown v. Board of Education de 1954. Cependant, le renversement des lois de ségrégation aux États-Unis dura une grande partie des années 1950, des années 1960 et des années 1970, avec une législation fédérale — en particulier la loi de 1964 sur les droits civils — et de nombreuses affaires judiciaires.

## Histoire

### Origines
La guerre civile américaine (1861-1865) met fin à l'esclavage aux États-Unis, avec la proclamation d'émancipation pendant la guerre et le Treizième amendement peu après. Après la guerre, le Quatorzième amendement à la Constitution des États-Unis garantit à tous les citoyens une protection égale en vertu de la loi et le Congrès américain créa le Bureau des libéraux pour faciliter l'intégration des anciens esclaves dans la société sudiste. Après la fin de la Reconstruction avec le compromis de 1877 et le retrait des troupes fédérales de tous les États du Sud, les anciens États esclavagistes promulguèrent diverses lois visant à compromettre l’égalité de traitement des Américains noirs mise en œuvre pendant la Reconstruction. Cependant, les États du Sud ont affirmé que l'exigence d'égalité pouvait être satisfaite de manière à maintenir les races séparées. En outre, les tribunaux étatiques et fédéraux ont tendance à rejeter les plaidoyers des Américains noirs selon lesquels leurs droits apportés par le Quatorzième amendement ont été violés, faisant valoir que cet amendement ne s'appliquait qu'à la citoyenneté fédérale et non à la citoyenneté étatique. Ce rejet est évident dans l'affaire de l’abattoir et les droits civils.
Après la fin de la Reconstruction, le gouvernement fédéral adopte une politique générale consistant à laisser la ségrégation raciale aux différents États. Un exemple de cette politique était la deuxième loi Morrill (en)). Avant la fin de la guerre, la loi Morrill Land-Grant Colleges Act (Morrill Act of 1862) avait fourni un financement fédéral pour l'enseignement supérieur par chaque État avec les détails laissés aux assemblées législatives des États. La loi de 1890 acceptait implicitement le concept juridique de « séparé mais égal » pour les 17 États qui avaient une ségrégation institutionnalisée, « sous réserve que cet argent ne soit versé à aucun État ou territoire pour le soutien et l'entretien d'un collège où une distinction de race ou de couleur est faite lors de l'admission d'étudiants, mais l'établissement et le maintien de ces collèges séparément pour les étudiants blancs et de couleur sont considérés comme respectant les dispositions de la présente loi si les fonds reçus dans cet État ou territoire sont répartis équitablement comme indiqué ci-après. »
Avant la deuxième loi Morrill, 17 États excluaient les Noirs de l'accès aux collèges de concession de terres sans offrir des possibilités d'éducation similaires. En réponse à la deuxième loi Morrill, 17 États ont créé  pour les Noirs des Land-grant universities, des  collèges distincts sur des terres concédées, désormais appelés collèges et universités publics historiquement noirs (HBCU). En fait, certains États ont adopté des lois interdisant aux écoles d’éduquer ensemble les Noirs et les Blancs, même si une école était disposée à le faire (la constitutionnalité de ces lois a été confirmée dans l'arrêt Berea College c. Kentucky (en), 211 US 45 de 1908). En vertu de « séparés mais égaux », les Noirs avaient le droit de recevoir les mêmes services publics et fontaines d'eau, mais les États ont été autorisés à maintenir des installations différentes pour les deux groupes. La Cour suprême des États-Unis a confirmé la légitimité de ces lois en vertu du Quatorzième amendement dans l’affaire Plessy v. Ferguson, 163 US 537, en 1896. La doctrine de Plessy a été étendue aux écoles publiques de Cumming c. US 528 (1899).
Bien que la doctrine constitutionnelle exigeait l'égalité, les installations et les services sociaux offerts aux Américains Noirs étaient presque toujours de qualité inférieure à ceux offerts aux Américains blancs; Par exemple, de nombreuses écoles noires ont reçu moins de financement public par élève que les écoles blanches voisines. Au Texas, l'État a créé une faculté de droit financée par l'État pour les étudiants blancs sans aucune école de droit pour les étudiants noirs.
En 1892, Homère Plessy, d'ascendance européenne et africaine  et qui semblait être blanc (il avait 1/8e de sang noir), monta à bord d'un wagon réservé aux Blancs entre la Nouvelle-Orléans et Covington, en Louisiane. Le chef de train a recueilli les billets des passagers à leur place. Lorsque Plessy a dit au contrôleur qu'il était 7/8e blanc et 1/8e noir, il lui a été dit d'aller dans une voiture pour gens de couleur. Plessy déclara qu'il était mécontent de s'asseoir dans une telle voiture et fut arrêté immédiatement.
Un mois après son arrestation, Plessy a comparu devant le juge John Howard Ferguson. L’avocat de Plessy, Albion Tourgee, affirme que les droits de modification de Plessy avaient été violés. Le 13e amendement a aboli l'esclavage et le 14e amendement a accordé une protection égale à tous en vertu de la loi.

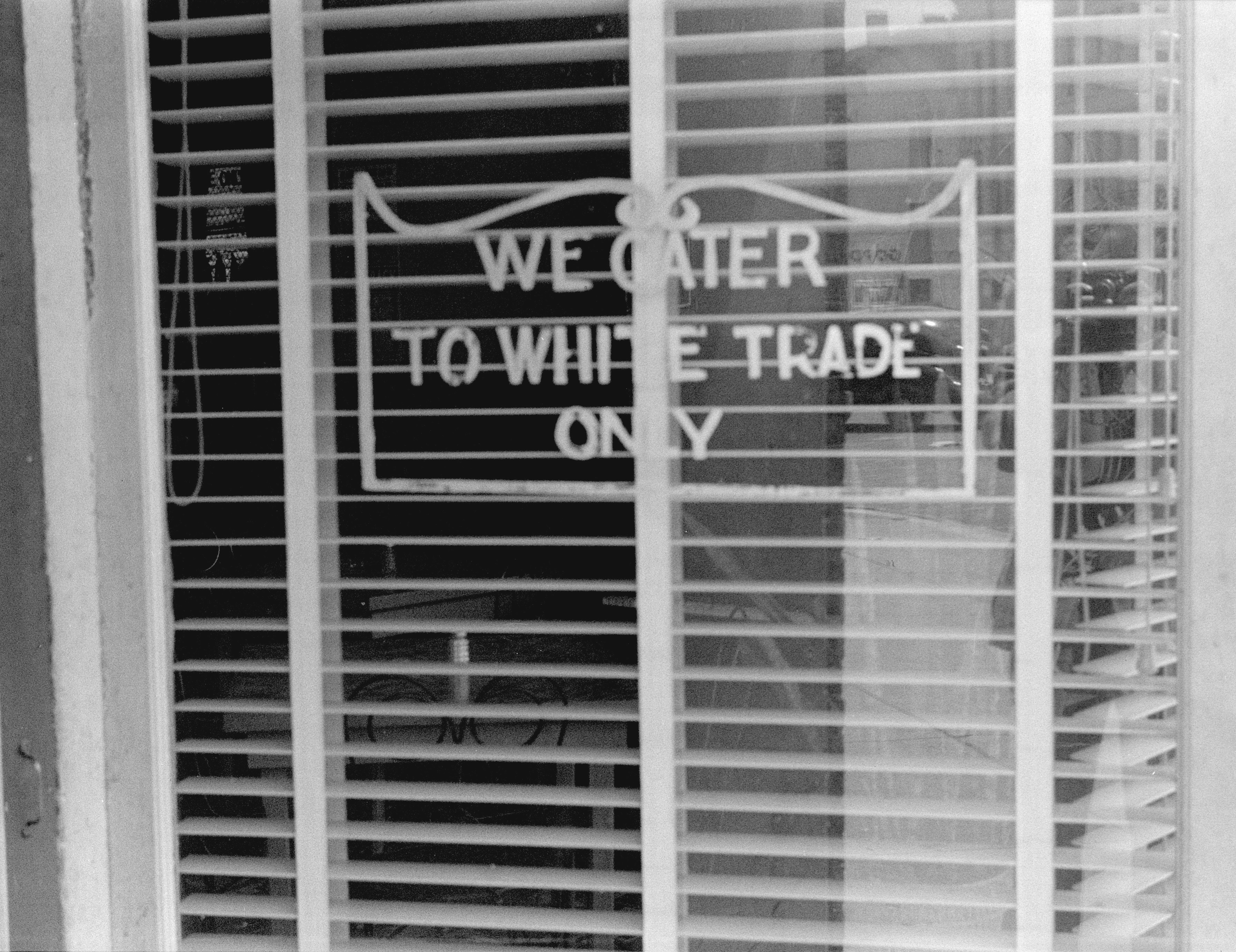
Un restaurant de Lancaster, en 1938.

La décision de la Cour suprême dans l'affaire Plessy v. Ferguson établit la phrase « séparés mais égaux ». La décision exigeait que « les compagnies de chemin de fer transportant des passagers dans leurs autocars dans cet État fournissent un hébergement égal mais distinct pour les courses blanches et colorées[réf. nécessaire]. » Les logements fournis sur chaque wagon devaient être identiques. comme ceux fournis sur les autres. Des wagons de chemin de fer séparés pourraient être fournis. Le chemin de fer pourrait refuser le service aux passagers qui refusaient de se conformer, et la Cour suprême a statué que cela n’empiétait pas sur les 13e et 14e amendements.
La doctrine « séparés mais égaux » s'appliquait aux wagons de chemin de fer et aux écoles, aux droits de vote et aux fontaines à boire. Des écoles séparées ont été créées pour les étudiants, du moment qu'elles suivaient « séparés mais égaux ». La majorité des écoles noires recevaient de vieux manuels, du matériel d'occasion et des enseignants mal préparés ou mal formés. Une étude menée par l'American Psychological Association a révélé que les étudiants noirs étaient émotionnellement déficients lorsqu'ils étaient séparés de leur jeune âge. Les restrictions imposées par les États en matière de droit de vote, telles que les tests d’alphabétisation et les taxes de vote, ont créé un environnement qui rend presque impossible le vote des Noirs. Cette époque a également vu des fontaines à boire séparées dans les espaces publics. Une étude menée par l'American Psychological Association montre que les étudiants noirs sont à même de souffrir de problèmes émotionnels lorsqu'ils sont discriminés dès le plus jeune âge.
En 1954, la Cour suprême des États-Unis a finalement renversé la doctrine « séparée mais égale » dans l’affaire Brown v. Board of Education, bien que la mise en œuvre des modifications impliquées soit longue, controversée et parfois violente (voir Résistance massive et Manifeste du Sud.) La doctrine juridique moderne interprète le 14e amendement pour interdire la ségrégation explicite fondée sur la race.

### Rejet
L'abrogation de lois aussi restrictives, généralement connues sous le nom de lois Jim Crow, était un élément clé du mouvement pour les droits civils avant 1954. Dans l'affaire Sweatt c. Painter, la Cour suprême conteste la doctrine d'un étudiant école de droit soutenue par l'État au Texas. Comme le Texas n’avait pas de faculté de droit pour les Noirs, le tribunal de première instance reporte l’affaire jusqu’à ce que le Texas puisse en créer un. Toutefois, la Cour suprême a ordonné que l’étudiant soit admis à l’école de droit blanc au motif que l’école distincte n’avait pas été qualifiée d’égalité, à la fois en raison de différences quantitatives dans les installations et de facteurs intangibles, tels que l’isolement de les futurs avocats avec lesquels ses diplômés interagiraient. Le tribunal a estimé que, s’agissant des études supérieures, les actifs incorporels devaient être considérés comme faisant partie de «l’égalité substantielle». Le même jour, dans l'affaire McLaurin c. Oklahoma State Regents, la Cour suprême a statué que les lois de ségrégation de l'Oklahoma imposant à un étudiant diplômé d'un doctorat en éducation de rester à l'extérieur de la classe ne pouvaient être qualifiées de «distinctes mais égales». Ces cas prennent fin « séparément mais égaux » dans l'enseignement supérieur et professionnel.
Dans l'affaire Brown v. Board of Education, 347 U.S. 483 (1954), les avocats de la NAACP ont cité l'expression « séparés mais égaux » utilisée dans le procès Plessy contre Ferguson comme étant une loi de ségrégation raciale de jure coutumière. La NAACP, dirigée par le futur juge Thurgood Marshall, de la Cour suprême, a réussi à contester la viabilité constitutionnelle de la doctrine distincte mais égale, et la cour a décidé de renverser soixante ans de lois élaborées par Plessy. La Cour suprême a interdit les établissements d'enseignement public séparés pour les Noirs et les Blancs au niveau de l'État. L’affaire complémentaire Bolling c. Sharpe 347, États-Unis 497, interdisait de telles pratiques au niveau fédéral dans le district de Columbia. Le tribunal tient : « Nous concluons que, dans le domaine de l’éducation publique, la doctrine du « séparé mais égal » n’a pas sa place. Les établissements d'enseignement séparés sont intrinsèquement inégaux. Par conséquent, nous considérons que les plaignants et autres personnes dans la même situation pour lesquelles les actions ont été intentées sont, en raison de la ségrégation incriminée, privées de la même protection des lois garanties par le quatorzième amendement. »
Bien que Brown ait renversé la doctrine de la séparation mais égale en ce qui concerne les institutions d’éducation publique, il faudrait presque dix ans de plus pour que la Civil Rights Act de 1964 interdise la discrimination privée dans les établissements tels que les transports et les hôtels. En outre, en 1967, dans l'affaire Loving v. Virginia, la Cour suprême des États-Unis a déclaré inconstitutionnelle la loi anti-métissage de Virginia, la « Racial Integrity Act of 1924 », et invalidé toutes les lois anti-métissage aux États-Unis. Bien que la législation fédérale interdise la discrimination raciale dans les admissions dans les collèges, les collèges et universités historiquement noirs continuent d’enseigner aux associations d’étudiants noirs entre 75% et 90%. Cela n'indique pas nécessairement une discrimination raciale dans les admissions dans les collèges lorsque des facteurs tels que la préférence des étudiants sont pris en compte. En 1975, Jake Ayers Sr a intenté une poursuite contre le Mississippi les collèges publics à prédominance blanche. L'État a réglé la plainte en 2002, en consacrant 503 millions de dollars à trois collèges historiquement noirs depuis 17 ans.